# Cheilotrichia (Empeda) longifurcata
Cheilotrichia (Empeda) longifurcata is een tweevleugelige uit de familie steltmuggen (Limoniidae). De soort komt voor in het Neotropisch gebied.